# Glądy (powiat bartoszycki)
Glądy (niem. Glandau) – wieś w Polsce położona w województwie warmińsko-mazurskim, w powiecie bartoszyckim, w gminie Górowo Iławeckie. W latach 1975–1998 miejscowość należała administracyjnie do województwa olsztyńskiego.

## Historia
Wieś wymieniana w dokumentach już 1414 roku, przy okazji spisywania strat po wojnie polsko-krzyżackiej (szkody dla Gląd wyliczono na 3400 grzywien). W tym czasie wieś nosiła nazwę Glandesdorf, była wsią czynszową i obejmowała 50 włók. Na przełomie XVII i XVIII była to wieś książęca. Szkoła powstała w połowie XVIII w. W 1935 r. w szkole opracowało dwóch nauczycieli i uczyło się 113 uczniów. W 1939 r. we wsi było 658 mieszkańców.
W latach 60. XX w. we wsi wzniesiono nową szkołę. W ramach reformy szkolnictwa szkołę w Glądach zlikwidowano w 1979 r. W 1983 r, we wsi było 25 domów, 138 mieszkańców i 30 indywidualnych gospodarstw rolnych, obejmujących łącznie 284 ha. W gospodarstwach tych w tym czasie hodowano 210 sztuk bydła domowego (w tym 99 krów), 130 sztuk trzody chlewnej, 39 koni i 122 owce. We wsi mieściło się leśnictwo i punkt biblioteczny.

## Zabytki
- murowana kapliczka przydrożna z końca XIX w.

## Ludzie związani z miejscowością
- Napoleon Bonaparte, w 1807 r. krótko przebywał w Glądach.

Inne miejscowości o nazwie Glądy: Glądy